# Agapimú
Agapimú es el título de una canción de la artista italiana Mia Martini y que en los países de habla hispana popularizó la española Ana Belén.

## Descripción
La expresión Agapimú viene del griego Αγάπη μου (Agápi mou) y significa literalmente Amor Mío. Pese a la autoría italiana, la letra original está íntegramente escrita en lengua griega.
El tema, de ritmo rápido y alegre, es un canto al amor. Fue presentada por Marini por primera vez en la Mostra internazionale di musica leggera de 1974, pronto se convirtió en un auténtico éxito en el país transalpino y uno de los principales hitos en la carrera musical de su intérprete y autora.

## Versiones
Posiblemente la versión más célebre es la interpretada en lengua castellana por Ana Belén, tras ser adaptado el tema por Luis Gómez Escolar. Se incluyó en LP Ana, y ha llegado a convertirse en uno de las canciones más emblemáticas de la artista madrileña, alcanzando el número uno en la lista de los sencillos más vendidos en España el 16 de noviembre de 1979, manteniéndolo 3 semanas consecutivas, así como el número uno lista de éxitos de Los 40 Principales el 27 de octubre de 1979.
En 2020 Ana Belén volvió a grabarla en esta ocasión con el grupo Ojete Calor.
La versión española igualmente fue interpretada por la actriz Soledad Mallol en el programa de TVE Telepasión (1997).
También existe una versión en lengua neerlandesa con el título de Ik weet niet hoe, del cantante Benny Neyman.